# The Book of Secrets
Albums de Loreena McKennitt
The Mask and Mirror
(1994) Live in Paris and Toronto
(1999)
The Book of Secrets est le sixième album studio de Loreena McKennitt, sorti en 1997.
Cet album reste fidèle à la formule qui a fait le succès de The Visit et The Mask and Mirror : une succession de pièces chantées ou instrumentales, tantôt douces et lentes, tantôt rythmées et enjouées, ouvert aux influences des folklores celtes, méditerranéens, orientaux. Enregistré aux studios Real World de Peter Gabriel au Royaume-Uni, il est produit par Loreena elle-même et publié par les disques Quinland Road. Il renferme la pièce The Mummer's Dance, ainsi que la fameuse Marco Polo. On y retrouve aussi deux musiciens de Peter Gabriel, soit David Rhodes à la guitare et Manu Katché à la batterie. Parmi les autres musiciens invités, on y reconnait aussi Caroline Lavelle au violoncelle et Caroline Dale aux arrangements des cordes, Hugh Marsh au violon, Nigel Eaton à la vielle à roue et Danny Thompson à la basse acoustique. Ce dernier a aussi joué avec le groupe de folk britannique Pentangle. Loreena elle-même joue du piano, des claviers, de la harpe et de l'accordéon en plus du chant et des chœurs.

## Liste des titres
| No | Titre                          | Auteur                           | Durée |
| -- | ------------------------------ | -------------------------------- | ----- |
| 1. | Prologue                       | Loreena McKennitt                | 4:22  |
| 2. | The Mummers' dance             | Loreena McKennitt                | 6:07  |
| 3. | Skellig                        | Loreena McKennitt                | 6:07  |
| 4. | Marco Polo                     | Loreena McKennitt                | 5:15  |
| 5. | The highwayman                 | Loreena McKennitt / Alfred Noyes | 10:19 |
| 6. | La serenissima                 | Loreena McKennitt                | 5:09  |
| 7. | Night ride across the Caucasus | Loreena McKennitt                | 8:30  |
| 8. | Dante's prayer                 | Loreena McKennitt                | 7:11  |

## Personnel
Selon les notes du livret inclut avec l'album : 
- Loreena McKennitt – chant (1-5, 7-8), chœurs (1-5, 7,8), piano (88), claviers, harpe (6), kanun (1), accordéon (4, 5)
- Martin Jenkins – mandoloncelle (3-5, 7)
- Aidan Brennan – guitare acoustique (3), mandola (4, 7)
- Martin Brown – guitare acoustique (5), mandoline (5), mandola (5)
- Robin Jeffrey – guitare Victorienne (6)
- Brian Hughes – oud (2, 4, 7), guitare classique (6), guitare acoustique (4, 5, 7),  guitare électrique (1, 5), guitare synthétiseur (4), bouzouki (4, 5, 7), vocal drone (4)
- David Rhodes – guitare électrique (2)
- Danny Thompson – basse acoustique (2-5,7,8)
- Hugh Marsh – violon (2-8)
- Osama – violon (4)
- Quartette à cordes:
  - Jonathan Rees – premier violon (3,7)
  - Iain King – 2ième violon (3,7)
  - Andy Brown – Viole (3,7)
  - Chris van Kampen – violoncelle (3,7)
- Caroline Lavelle – violoncelle (2, 5, 8)
- Anne Bourne – violoncelle (6)
- Joanna Levine – viole de gambe (3, 6)
- Caroline Dale – arrangements des cordes sur (3,6,7)
- Brian Gascoigne et Doug Riley - arrangements des cordes additionnels
- Steve Pigott – claviers additionnels (3,8)
- Nigel Eaton – vielle à roue (2, 4)
- Stuart Bruce – drone (1), vocal drone (4)
- Paul Clarvis – caisse claire (5)
- Steáfán Hannigan – bodhrán (5)
- Nick Hayley – serang (7), rebec (7), lyre (7)
- Manu Katché – batterie (1, 2, 4, 7)
- Rick Lazar – percussions (1, 2, 4, 5, 7)
- Donald Quan – tablas (2,4,7), timba (1), esraj (1), alto (2,4,5,6,8), claviers additionnels (3,4), vocal drone (4)
- Hossam Ramzy – percussions (2,4,5,7)
- Bob White – pipeau (3), shawm (4)